# قره‌آغاج (شاوشات)
قره‌آغاج (به ترکی استانبولی: Karaağaç) یک منطقهٔ مسکونی در ترکیه است که در شاوشات واقع شده‌است. قره‌آغاج ۹۹ نفر جمعیت دارد.